# William Wheelwright
William Wheelwright (Merrimac, Estados Unidos; 3 de marzo de 1798 - Londres, Reino Unido; 1873) fue un empresario estadounidense dedicado al desarrollo del barco a vapor y los ferrocarriles en Chile, Argentina y otras partes de Sudamérica. En 1838, con la ayuda del Gobierno de Chile, fundó la Pacific Steam Navigation Company, que comenzó a operar el 15 de octubre de 1840, preocupándose del comercio naval entre las ciudades de Valparaíso y el Callao.

## Biografía
William nació el día 18 de marzo de 1798 en Merrimac, Massachusetts, Estados Unidos. Era hijo de Ebenezer Wheelwright y Anna Coombs. Ebenezer Wheelwright era un capitán de barco, y prontamente su hijo William manifestó su deseo de seguir la misma vocación. Con el consentimiento de sus padres, embarcó como grumete a bordo de un navío rumbo a las Antillas. Durante los siguientes dos o tres años, ascendió rápidamente todos los grados de la escala náutica, llegando a capitán en 1817, cuando tenía sólo 19 años.
En 1823, estaba al mando del barco Rising Empire propiedad de Guillermo Bartlett, de Newburyport, cuando el navío naufragó en Sudamérica, cerca de la boca del Río de La Plata. El capitán y la tripulación, a excepción de un hombre, alcanzaron la orilla con seguridad.
Poco después de su llegada a Buenos Aires, conociendo la condición de indigente del capitán Wheelwright, un caballero de aquella ciudad le ofrece trabajo como sobrecargo de un navío con rumbo a Valparaíso. Aceptó la proposición, y después de un viaje largo y aburrido de cuatro o cinco meses alrededor del Cabo de Hornos, llegó al puerto.

### Trayectoria en Ecuador
Deseando informarse con respecto a los negocios y las ventajas comerciales de la costa occidental de Sudamérica, amplió sus viajes a Guayaquil, el puerto de la Gran Colombia (en ese momento se consideraba así), donde decidió permanecer y dedicarse al desarrollo del comercio exterior e interior. En 1825, fue nombrado Cónsul de los Estados Unidos en aquel puerto. Tres años más tarde, dejó su negocio y la condición próspera alcanzada en las manos de un socio, y se fue, por vía del Istmo de Panamá, a su casa en Newburyport, de la cual había estado ausente seis años.

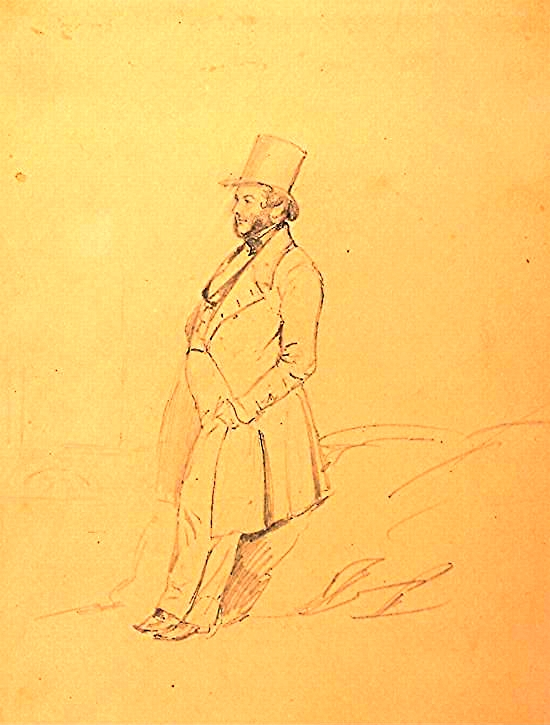
William Wheelwright dibujado por Mauricio Rugendas (ca. 1841).

Wheelwright se casó en aquella ciudad, el 10 de febrero de 1829, con Marta Gerrish, que era hija de Edmund Bartlet, su antiguo jefe. 

### Trayectoria en Chile
Unas semanas más tarde se embarcó con su esposa rumbo a Cartagena, donde Wheelwright reasumió el cuidado de sus negocios, pero para su consternación, se encontró con que casi toda su propiedad había sido perdida, durante su ausencia, por la negligencia y el mal manejo de su socio. Sorprendido, pero no desalentado, por este descubrimiento inesperado, resolvió transferir su residencia a Valparaíso, y allí procurar mejorar su fortuna trastornada. Compró a su cuñado en Nueva York un pequeño navío, que llamó El Cuatro de Julio y le pidió que se lo enviara hasta la costa occidental de Sudamérica. Tras tomar el mando de este navío, después de su llegada a Valparaíso, fue contratado en un lucrativo negocio, transportando especias y lingotes de metales a lo largo de la costa.
En 1835, comenzó su gran tarea de establecer una línea de vapores entre las nacientes repúblicas de Perú y Chile y el Istmo de Panamá. "Esto era una empresa de mucha dificultad. Había prejuicios para vencer, mucho capital necesario y muchas negociaciones necesarias para llevarlo a cabo, todo lo cual requirió de gran habilidad y paciencia". Fue a Inglaterra en 1837, y en 1838 la Pacific Steam Navigation Company fue fundada con un capital de £ 250,000. Dos vapores, cada uno con un registro de 700 toneladas, fueron construidos en 1840 y enviados por los estrechos de Magallanes a los puertos de Valparaíso y Callao.
Después de la llegada de estos vapores a la costa del Pacífico, surgió la dificultad de conseguir carbón y la imposibilidad de asegurar reparaciones y repuestos, que era embarazosa en extremo; pero estos obstáculos fueron superados, y la comunicación de vapor fue establecida con Europa a través del Istmo de Panamá.
Wheelwright después giró su atención a la mejora de puertos y a la construcción de muelles y faros para el mejor alojamiento y la protección del comercio. Para facilitar la comunicación entre la costa y la zona minera, planificó y construyó entre 1849 a 1851 el tercer ferrocarril sudamericano, el Ferrocarril Caldera-Copiapó que une a Caldera a Copiapó, y después lo amplió en casi cuarenta millas, en el interior, en la dirección de la Cordillera de los Andes.
Poco después se interesó en un plan para unir Valparaíso y Buenos Aires por un ferrocarril sobre la cordillera que separa Chile de Argentina. Organizó un cuerpo de ingenieros para inspeccionar la línea. El trabajo fue completado en 1859, pero el gobierno chileno, a quien el proyecto fue sometido, consideró que las dificultades eran demasiado grandes para ser satisfactoriamente terminado, y la empresa fue abandonada al instante.

### Trayectoria en Argentina
Más tarde se trasladó a Argentina, donde construyó el Ferrocarril Central Argentino entre las ciudades de Córdoba y Rosario. La compañía que lo construyó se constituyó especialmente en Londres y firmó el contrato en marzo de 1863, con el ministro del interior, Guillermo Rawson.
Del contrato firmado resaltan cuatro cláusulas: una cláusula de exclusividad para que únicamente esa compañía pudiera construir un ferrocarril hacia la Cordillera de los Andes; esta cláusula nunca fue aprovechada por el Central Argentino, porque no le convenía económicamente. Otra, fijando los tribunales de Londres para dirimir los posibles juicios entre el Estado argentino y la Compañía.
También se le concedió la garantía de una ganancia mínima — que era muy alta en comparación con las ganancias que obtenían los ferrocarriles en Europa. Mucho más tarde, se utilizaría esta cláusula para estafar al fisco, declarando gastos inexistentes y obligando al Estado a cubrir los quebrantos que éstos ocasionaban.
Por último, se le concedía en propiedad plena una legua de terreno a cada lado de las vías - excepto desde 4 leguas de Rosario, hasta 4 leguas de Córdoba - y una legua a cada lado de las ciudades de San Gerónimo y Villa María. En total, alrededor de 2 millones de hectáreas pasaron a ser propiedad de la empresa. Estas tierras fueron compradas a precio de desierto por el Estado nacional a sus dueños originales, aunque la mayor parte de las mismas eran de las mejores tierras agrícolas del país, que el Ferrocarril vendió lentamente durante décadas, después de haber sido valorizadas por el paso de las vías. 
Se embarcó rumbo a Europa desde Buenos Aires en un estado lamentable. Desembarcó en Southampton y logró llegar a su casa en Regents Park, donde fue asistido por los mejores médicos. A pesar de eso, y acompañado de sus familiares y amigos falleció el 26 de septiembre de 1873. Wheelwright dejó establecido en su testamento que sus restos fuesen trasladados a Newbury Port, Massachussets, Estados Unidos.
1. ↑  Raúl Scalabrini Ortiz, Historia de los Ferrocarriles Argentinos.
2. ↑  Alberdi, Juan Bautista (2002). Vida de William Wheelwright. Emecé. p. 160. ISBN 950-04-2407-X.

.

## Homenajes
La localidad de Wheelwright, en la provincia de Santa Fe, en la Argentina, recuerda al constructor del Ferrocarril Central Argentino.
En la ciudad chilena de Valparaíso está ubicada la Plaza Wheelwright que tiene una estatua en su honor. Además, en Valparaíso existe un paseo peatonal que lleva el nombre de Wheelwright, ubicado junto al borde costero, en la zona norte de la ciudad.
Hay una laguna Wheelwright a 4370 metros de altura en la frontera entre Chile y Argentina.
En la localidad de Quilmes, en la provincia de Buenos Aires, en la Argentina, la plaza que se encuentra frente a la estación de ferrocarril de la ciudad tiene una estatua en su honor, debido a la importancia de Wheelwright en la llegada del ferrocarril a Quilmes.